# Осборн, Джон
Джон Джеймс О́сборн (англ. John James Osborne; 12 декабря 1929 — 24 декабря 1994) — английский драматург и сценарист, один из лидеров литературного движения Angry Young Men. Известность Осборну принесла пьеса «Оглянись во гневе» («Look Back in Anger», 1956), которая вызвала сильнейший общественный резонанс и «навсегда изменила лицо британского театра».
Осборн — автор нескольких киносценариев, в том числе к фильмам «Оглянись во гневе» и «Комедиант», а также «Том Джонс» (по роману Г. Филдинга), за который он получил «Оскара».

## Пьесы
- Изнанка дьявола / «The Devil Inside» (1950, со Стелой Линден)
- «The Great Bear» (1951)
- Личный враг / «Personal Enemy» (1955, с Энтони Крайтоном)
- «Оглянись во гневе» («Look Back in Anger», 1956)
- «The Entertainer» (1957)
- Эпитафия Джорджу Диллону / «Epitaph for George Dillon» (1958, с Энтони Крайтоном)
- Мир Пола Сликки / «The World Of Paul Slickey» (1959, первоначально — мюзикл по мотивам пьесы Осборна «An Artificial Comedy», 1955)
- «A Subject Of Scandal And Concern» (1960)
- Лютер / «Luther» (1961)
- «Plays for England» (1962)
- «The Blood of the Bambergs»
- «Under Plain Cover»
- «Inadmissible Evidence» (1964)
- «A Patriot For Me» (1965)
- «A Bond Honoured» (1966, одноактная адаптация La fianza satisfecha Лопе де Вега)
- Отель в Амстердаме / «The Hotel In Amsterdam» (1968)
- «Time Present» (1968)
- «The Right Prospectus» (ТВ, 1970)
- К востоку от Суэца / «West Of Suez» (1971)
- «A Sense Of Detachment» (1972)
- Дружеский подарок / «The Gift Of Friendship» (1972)
- Эдда Габлер / «Hedda Gabler» (1972, Ибсен, адаптация)
- «A Place Calling Itself Rome» (1973, адаптация «Кориолана» У. Шекспира)
- «Ms, Or Jill And Jack» (ТВ, 1974)
- «The End Of Me Old Cigar» (1975)
- Портрет Дориана Грея / «The Picture Of Dorian Gray» (1975, по О. Уайлду)
- «Almost A Vision» (ТВ, 1976)
- «Watch It Come Down» (1976)
- «Try A Little Tenderness» (1978)
- «Very Like A Whale» (ТВ, 1980)
- «You’re Not Watching Me, Mummy» (ТВ, 1980)
- «A Better Class of Person» (ТВ, телеверсия автобиографии Осборна, 1985)
- «God Rot Tunbridge Wells» (ТВ, 1985)
- Отец / «The Father» (1989, по Стриндбергу)
- Дежавю / «Déjàvu» (1992)

## Киносценарии
- «Том Джонс» (1963)
- «Атака лёгкой кавалерии» (в титрах указан не был; авторство оспаривалось режиссёром Тони Ричардсоном, 1968)

## Роли в кино
- «Убрать Картера» (1971)

## Книги
- «A Better Class of Person» (1981, автобиография, часть 1)
- «Almost a Gentleman» (1991, автобиография, ч. 2)